# V676 Возничего
V676 Возничего (лат. V676 Aurigae) — одиночная переменная звезда в созвездии Возничего на расстоянии приблизительно 3659 световых лет (около 1122 парсеков) от Солнца. Видимая звёздная величина звезды — от +15,63m до +15,57m.

## Характеристики
V676 Возничего — оранжевый карлик, вращающаяся переменная звезда типа BY Дракона (BY:) спектрального класса K. Радиус — около 1,14 солнечного, светимость — около 0,664 солнечных. Эффективная температура — около 4883 K.